# 円つぶら
円 つぶら（えん つぶら、本名：清水 規子、女性、1945年10月5日 - ）は、日本の作家。
大阪府生まれ、武庫川女子大学卒。1975年「ノーモア・家族」で小説新潮新人賞受賞。1985年初の著書を刊行、以後作家活動に入る。日本文芸家クラブ理事。

## 『週刊女性』糾弾事件
『週刊女性』1991年9月3日号掲載の「事件の中の女性 遊び代欲しさに"逆ナンパ男"を カー狂い女のオトシマエ色模様」が原因で部落解放同盟から糾弾を受けた。この記事は、1991年7月下旬に起きた奈良県の同和地区住民によるモーテル強盗事件を素材にしたもので、いわゆる差別用語は一切使われていなかったが、記事中の「行政の庇護もゆきとどいた規格住宅」「皮革業のクマさん」「ポンコツ屋の安さん」「"ルール無視"は日常茶飯のこと」「柄のわるい所」「タクシーもいやがり、尻ごみする地域」などの表現が被差別部落を暗示するものとされ、糾弾に至ったものである。
円と菊池編集長は1991年10月30日と12月8日の2度にわたり部落解放同盟中央本部で「確認・糾弾」を受け、1992年2月20日には2時間にわたり参加者100人超の公開糾弾会で怒号を浴びせられた。1992年3月25日には円を含む11名が奈良県まで「現地研修」に赴くことを余儀なくされた。最終的に『週刊女性』1992年5月5日号には謝罪文「本誌『事件の中の女性』部落差別事件の経過報告と謝罪」が載るとともに、部落解放同盟の意向に沿った「部落差別とは何か」などの記事も掲載された。また、シリーズ企画「事件の中の女性」は1992年3月10日号をもって事実上の打ち切りに追い込まれた。

## 著書
- 『祇園祭殺人事件 人妻サスペンス』日本文華社（文華新書・小説選集）1985
- 『上手な女 官能傑作小説集』光文社CR文庫 1986
- 『ひも 長編実録小説』光文社文庫 1987（佐山淳を描く）
- 『太陽よ、素肌に愛を』双葉社（レディース文庫）1987
- 『彫師 長編ドキュメント・ノベル』光文社文庫 1989 のちイースト文庫
- 『花火師 長編ドキュメント・ノベル』光文社文庫 1990
- 『女盛り』広済堂文庫 1992